# Kurt Weil
Kurt Weil (Zürich, 1932. január 6. – Zürich, 2012. december 12.) svájci dzsesszzenész (vibrafon, harsona, zongora, dob) és zenei menedzser.

## Élete
Gyerekkorától kapott zongoraleckéket; később dobolni és harsonázni tanult. A kereskedelmi diploma megszerzése után üzletemberként, de amatőr zenészként is dolgozott. 1952-ben a hivatásos zenészek táborába került, amikor Rio de Gregori tánczenekarban játszott. Ezzel az együttessel érkezett először Svédországba, ahol Paul Hindberggel játszott, 1955-ben ott telepedett le, és tagja lett Gunnar „Hacke” Björksten tenorszaxofonos dzsesszformációjának. Zenekarában olyan amerikai zenészeket kísért, mint Stan Getz, Herbie Mann és Tony Scott. A zenekar 1956-ban megnyerte a Musicians Pollt, mint a legjobb svéd dzsesszegyüttes, de felbomlott, amikor két zenészüket behívták sorkatonai szolgálatra. 1957 óta Weil saját zenekarokat irányított, amelyekben többek között George Gruntz, Francy Boland, Peter Jacques vagy Cedar Walton zongoraművészként, valamint Alex Bally, Daniel Humair, Charly Antolini vagy Marc Hellman dobosként játszott. Ezzel az együttessel Skandináviában, Németországban, Belgiumban, Franciaországban, Olaszországban, Ausztriában és Svájcban lépett fel. Vendégszólistaként Zoot Simst, Sonny Stittet, Benny Bailey-t és Sarah Vaughant kísérte. Két évig saját élő dzsessz rádióműsora volt a svéd rádióban. Roundhouse csoportjával az 1960-as évek végétől dzsessz rockot játszott. Számos rádió- és hanglemezfelvétel készítésében vett részt.
1972-ben felhagyott aktív zenei karrierjével, és promóciós / A & R menedzserként először a Metronome Recordshoz, majd az EMI Records Switzerlandhoz került. 1977-től 1980-ig saját zenei produkcióját irányította; 1983-ban olyan zenészekkel készített videósorozatot, mint Billy Cobham, Herbie Hancock, Ron Carter, Gil Evans és a Brecker Brothers. Ugyanakkor három évig a Music Scene című zenei magazin főszerkesztője volt. Nyolc évig volt saját dzsesszműsora a Radio 24-ben. 1984-től az amerikai GRP Records lemezkiadó európai marketingigazgatójaként építette ki értékesítési hálózatát egészen 1992-ig, amikor is részt vett a TCB Music SA felépítésében. 1994-ben megalapította saját zenei tanácsadó irodáját Hegnauban. Zenetörténetet és zenebizniszt is tanított a zürichi Kortárs Zenei Akadémián. A Jazz'n'more svájci dzsesszmagazin főszerkesztője volt, és olyan dzsesszkiadványoknak írt, mint a Down Beat. Az ezredforduló óta egyre gyakrabban jelent meg vibrafonistaként saját zenekarával, a Vibes Revisitedben, valamint Géo Voumarddal és Robi Weberrel és másokkal.
2012. december 12-én Zürichben hunyt el, csaknem nyolcvanegy éves korában.

## Diszkográfia
- Kurt Weil Plays Kurt Weill (SweDisc, 1963)
- Kurt Weil & Vibes Revisited: Late – but Not Too Late (Columbia-Sony, 1997)
- Moving Forward – Reaching Back (TCB 1999, Christoph Grab, Stefan Stahel, Mark Egan, Danny Gottlieb, Joe Beck közreműködésével)

## Fordítás
- Ez a szócikk részben vagy egészben  a   Kurt Weil című német Wikipédia-szócikk ezen változatának fordításán alapul.  Az eredeti cikk szerkesztőit annak laptörténete sorolja fel. Ez a jelzés csupán a megfogalmazás eredetét és a szerzői jogokat jelzi, nem szolgál a cikkben szereplő információk forrásmegjelöléseként.